# أذن وسطى

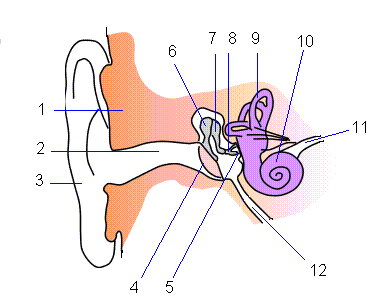
تشريح الأذن: 6-المطرقة،7-السندان ،8-الركاب، 12-قناة استاكيوس

الأذن الوسطى عبارة عن تجويف يقع خلف الطبلة ويتصل بتجويف البلعوم بواسطة قناة استاكيوس، المسؤولة عن تعادل الضغط الجوي على جانبي غشاء الطبلة، وتوجد في الأذن الوسطى عظيمات السمع الثلاث وهي (المطرقة، السندان، الركاب).
للأذن الوسطى أهمية خاصة، إلى جانب نقلها الموجات الصوتية من غشاء الطبلة إلى الأذن الداخلية تقوم بموازنة الضغط داخل الأذن مع الضغط الجوي الخارجي عن طريق قناة استاكيوس.

## نقل الصوت
تدخل الأمواج الصوتية التي يحملها الهواء مجرى السمع الخارجي وتصطدم بغشاء الطبل فتهزه، وتهتز باهتزازه قبضة المطرقة المنطمرة فيه وينتقل الاهتزاز إِلى عظم السندان فعظم الركاب، الذي يؤدي اهتزاز قاعدته المنطبقة على النافذة البيضية إِلى اهتزاز اللمف المحيطي الموجود على جدارها الداخلي في الأذن الباطنة، وبذلك تنتقل الاهتزازات الصوتية من اهتزازات هوائية إِلى اهتزازات سائلة في اللمف المحيطي بوساطة غشاء الطبل وعظيمات السمع الثلاث.

## عضلات
توجد عضلتان:
1. عضلة المطرقة أو موترة غشاء الطبل: عملها توتير هذا الغشاء بجذب قبضة المطرقة إِلى الداخل,
2. عضلة الركاب :وهي أصغر عضلة في الجسم عملها جذب الركاب إِلى الخلف لتخفف اهتزازه عند التعرض للأصوات الشديدة فتحمي بذلك الأذن الداخلي.

## أمراض الأذن الوسطى
أمراض الأذن الوسطى تؤدي إلى اضطراب آلية السمع وينتج ذلك عن حدوث اضطراب في جهاز نقل الأصوات إلى الأذن الباطنة كما أن اتصالها أيضا بالبلعوم والدماغ يجعلها تؤثر أو تتأثر بهما فتنقل اليهما المرض أو تسبب فيهما أعراضا أو على العكس.
تصاحب امراض الأذن الوسطى اضطرابات حادة توقظ المريض من نومه وتمنعه من القيام بعمله وتؤدي إلى اضطراب حياته اليومية وتعطيل نشاطاته المختلفة.
أهم امراض الأذن الوسطى:
1. انثقاب غشاء الطبلة: ينتج هذا الانثقاب عن أسباب مختلفة منها:
  1. ادخال جسم دقيق في الأذن بقصد تنظيفها حيث يشعر المرء بوخزة ألم بسيطة.
  2. الانفجارات الشديدة خلال الحروب فيتعدى تأثير هذه الانفجارات غشاء الطبلة ليؤدي إلى انخلاع العظيمات أو اذية الأذن الباطنة.
  3. التعرض لصفعة قوية براحة اليد.
  4. التغيير السريع في الضغط الجوي كالذي يحدث أثناء الهبوط السريع في أثناء الطيران والذي يتسبب عادة بالالم.
  5. الالتهابات القيحية التي تبدأ بالأذن الوسطى أو التي تنتقل إليها من التهابات البلعوم أو اللوزتين.
2. التهاب الطبلة الفقاعسي.
3. انسداد قناة استاكيوس: انسداد القناة يمنع دخول الهواء إلى الأذن الوسطى مما يزيد الضغط في داخلها ويسبب بالتالي احساسا بثقل داخلي في الأذن ونقصا في السمع.ومن أهم أسباب انسداد القناة:
  1. التهاب الجيوب الانفية والتهاب اللوزتين والزكام
  2. التهاب المجاري التنفسية العليا
  3. وجود اخماج في الأذن الخارجية قد تنتقل إلى الأذن الوسطى بسبب ثقب الطبلة.
  4. اورام البلعوم الانفي خصوصا عند المسنين.
4. التهابات الأذن الوسطى: قد تصاب الأذن الوسطى بالتهاب مصلي أو قيحي كما قد يكون الالتهاب القيحي مزمنا أو حادا:
  1. الالتهاب المصلي
  2. الالتهاب القيحي: يكون حادا أو مزمنا:
    1. الالتهاب القيحي الحاد كثيرا ما يحدث عند الأطفال ويترافق عادة مع الإسهال والقيء ونقص السمع.
    2. الالتهاب القيحي المزمن: في هذه الحالة يكون غشاء الطبلة مثقوبا ويسيل من خلاله القيح بصورة مستمرة أو منقطة
5. تصلب الاذن الوسطى: مرض وراثي

## وصلات خارجية
- الموسوعة المصورة
- الموسوعة العربية